# Cryptographis latilimbalis
Cryptographis latilimbalis là một loài bướm đêm trong họ Crambidae.